# Fußballsportverein Frankfurt 1899
El Fußballsportverein Frankfurt 1899 e.V., també conegut com a FSV Frankfurt, és un club de futbol alemany de la ciutat de Frankfurt del Main a l'estat de Hessen.
El club nasqué el 20 d'agost de 1899. Fou membre fundador de la Nordkreis-Liga el 1909, campionat que guanyà el 1917. Després de la guerra disputà la Kreisliga Nordmain, que guanyà a la temporada 1922-23. Els moments àlgids del club foren el 1925, quan perdé la final del campionat alemany davant el 1. FC Nuremberg (0-1), i el 1938, quan perdé la Copa alemanya per 1-3 enfront del Rapid de Viena. A les dècades dels anys vint i trenta jugà la Bezirksliga Main i la Bezirksliga Main-Hessen. A partir de 1933 disputà la Gauliga Südwest, competició creada després de l'ascens del Tercer Reich al poder. L'any 1941 la Gauliga Hessen se separà en Gauliga Westmark i Gauliga Hessen-Nassau, i el FSV disputà la segona. L'any 1944 es fusionà breument amb l'SG Eintracht Frankfurt, jugant amb el nom KSG (Kriegspielgemeinschaft) Frankfurt.
Després de la Guerra el FSV fou dissolt,va renéixer amb el nom de SG Bornheim .Recuperà el nom original el 1945. El club disputà Oberliga Süd i després de la creació de la Bundesliga el 1963, ingressà a la Regionalliga Süd. Durant els anys 70 pujà fins a la 2. Bundesliga. El 1981 descendí a la tercera categoria, la Oberliga Hessen (III). El club ascendí novament a la 2. Bundesliga la temporada 2008-09.

## Palmarès
- Campionat del Sud d'Alemanya
  - 1933
- Campionat d'Alemanya Amateur
  - 1972
- Nordkreis-Liga (I)
  - 1917
- Kreisliga Nordmain (I)
  - 1923
- Bezirksliga Main (I)
  - 1924, 1925, 1926, 1927
- Bezirksliga Main-Hessen (I)
  - 1933
- 2a Divisió Oberliga Süd (II)
  - 1963
- Oberliga Hessen (III-IV)
  - 1969, 1973, 1975, 1982, 1994, 1998, 2007, 2010‡
- Verbandsliga Hessen-Süd (VI)
  - 2009‡

- Copa Hesse
  - 1990
- ‡ Guanyat per l'equip reserva.